# Lista di asteroidi (107001-108000)
Di seguito una lista di asteroidi dal numero 107001 al 108000 con data di scoperta e scopritore.

## 107001-107100
| Nome              | Designazione provvisoria | Data di scoperta | Scopritore                         |
| ----------------- | ------------------------ | ---------------- | ---------------------------------- |
| 107001 -          | 2000 YW109               | 30 dicembre 2000 | LINEAR                             |
| 107002 -          | 2000 YY109               | 30 dicembre 2000 | LINEAR                             |
| 107003 -          | 2000 YS110               | 30 dicembre 2000 | LINEAR                             |
| 107004 -          | 2000 YC112               | 30 dicembre 2000 | LINEAR                             |
| 107005 -          | 2000 YE112               | 30 dicembre 2000 | LINEAR                             |
| 107006 -          | 2000 YH112               | 30 dicembre 2000 | LINEAR                             |
| 107007 -          | 2000 YL112               | 30 dicembre 2000 | LINEAR                             |
| 107008 -          | 2000 YM112               | 30 dicembre 2000 | LINEAR                             |
| 107009 -          | 2000 YA113               | 30 dicembre 2000 | LINEAR                             |
| 107010 -          | 2000 YD113               | 30 dicembre 2000 | LINEAR                             |
| 107011 -          | 2000 YQ113               | 30 dicembre 2000 | LINEAR                             |
| 107012 -          | 2000 YS113               | 30 dicembre 2000 | LINEAR                             |
| 107013 -          | 2000 YG114               | 30 dicembre 2000 | LINEAR                             |
| 107014 -          | 2000 YJ114               | 30 dicembre 2000 | LINEAR                             |
| 107015 -          | 2000 YQ114               | 30 dicembre 2000 | LINEAR                             |
| 107016 -          | 2000 YK115               | 30 dicembre 2000 | LINEAR                             |
| 107017 -          | 2000 YQ115               | 30 dicembre 2000 | LINEAR                             |
| 107018 -          | 2000 YW115               | 30 dicembre 2000 | LINEAR                             |
| 107019 -          | 2000 YF116               | 30 dicembre 2000 | LINEAR                             |
| 107020 -          | 2000 YJ116               | 30 dicembre 2000 | LINEAR                             |
| 107021 -          | 2000 YK116               | 30 dicembre 2000 | LINEAR                             |
| 107022 -          | 2000 YL116               | 30 dicembre 2000 | LINEAR                             |
| 107023 -          | 2000 YV116               | 30 dicembre 2000 | LINEAR                             |
| 107024 -          | 2000 YR117               | 30 dicembre 2000 | LINEAR                             |
| 107025 -          | 2000 YB118               | 30 dicembre 2000 | LINEAR                             |
| 107026 -          | 2000 YQ118               | 28 dicembre 2000 | LINEAR                             |
| 107027 -          | 2000 YK119               | 29 dicembre 2000 | LONEOS                             |
| 107028 -          | 2000 YH121               | 21 dicembre 2000 | LINEAR                             |
| 107029 -          | 2000 YL121               | 22 dicembre 2000 | LINEAR                             |
| 107030 -          | 2000 YR121               | 22 dicembre 2000 | LONEOS                             |
| 107031 -          | 2000 YL123               | 28 dicembre 2000 | Spacewatch                         |
| 107032 -          | 2000 YB124               | 29 dicembre 2000 | LONEOS                             |
| 107033 -          | 2000 YD124               | 29 dicembre 2000 | LONEOS                             |
| 107034 -          | 2000 YH126               | 29 dicembre 2000 | LONEOS                             |
| 107035 -          | 2000 YS126               | 29 dicembre 2000 | LONEOS                             |
| 107036 -          | 2000 YW126               | 29 dicembre 2000 | LONEOS                             |
| 107037 -          | 2000 YY126               | 29 dicembre 2000 | LONEOS                             |
| 107038 -          | 2000 YO127               | 29 dicembre 2000 | NEAT                               |
| 107039 -          | 2000 YR127               | 29 dicembre 2000 | NEAT                               |
| 107040 -          | 2000 YN128               | 29 dicembre 2000 | NEAT                               |
| 107041 -          | 2000 YR128               | 29 dicembre 2000 | NEAT                               |
| 107042 -          | 2000 YD129               | 29 dicembre 2000 | NEAT                               |
| 107043 -          | 2000 YE129               | 29 dicembre 2000 | NEAT                               |
| 107044 -          | 2000 YP131               | 30 dicembre 2000 | LINEAR                             |
| 107045 -          | 2000 YS133               | 31 dicembre 2000 | Spacewatch                         |
| 107046 -          | 2000 YF136               | 22 dicembre 2000 | Spacewatch                         |
| 107047 -          | 2000 YL138               | 26 dicembre 2000 | Spacewatch                         |
| 107048 -          | 2000 YR138               | 26 dicembre 2000 | Spacewatch                         |
| 107049 -          | 2000 YZ139               | 31 dicembre 2000 | LONEOS                             |
| 107050 -          | 2000 YM142               | 28 dicembre 2000 | LINEAR                             |
| 107051 -          | 2001 AD                  | 1 gennaio 2001   | Spacewatch                         |
| 107052 Aquincum   | 2001 AQ                  | 1 gennaio 2001   | Piszkéstető, K. Sárneczky, L. Kiss |
| 107053 -          | 2001 AZ1                 | 3 gennaio 2001   | W. K. Y. Yeung                     |
| 107054 Daniela    | 2001 AB2                 | 1 gennaio 2001   | P. Kušnirák                        |
| 107055 -          | 2001 AC3                 | 3 gennaio 2001   | Spacewatch                         |
| 107056 -          | 2001 AC4                 | 2 gennaio 2001   | LINEAR                             |
| 107057 -          | 2001 AW4                 | 2 gennaio 2001   | LINEAR                             |
| 107058 -          | 2001 AW6                 | 2 gennaio 2001   | LINEAR                             |
| 107059 -          | 2001 AK8                 | 2 gennaio 2001   | LINEAR                             |
| 107060 -          | 2001 AB9                 | 2 gennaio 2001   | LINEAR                             |
| 107061 -          | 2001 AR9                 | 2 gennaio 2001   | LINEAR                             |
| 107062 -          | 2001 AP10                | 2 gennaio 2001   | LINEAR                             |
| 107063 -          | 2001 AD11                | 2 gennaio 2001   | LINEAR                             |
| 107064 -          | 2001 AH12                | 2 gennaio 2001   | LINEAR                             |
| 107065 -          | 2001 AB13                | 2 gennaio 2001   | LINEAR                             |
| 107066 -          | 2001 AC13                | 2 gennaio 2001   | LINEAR                             |
| 107067 -          | 2001 AE15                | 2 gennaio 2001   | LINEAR                             |
| 107068 -          | 2001 AP15                | 2 gennaio 2001   | LINEAR                             |
| 107069 -          | 2001 AU15                | 2 gennaio 2001   | LINEAR                             |
| 107070 -          | 2001 AH16                | 2 gennaio 2001   | LINEAR                             |
| 107071 -          | 2001 AJ17                | 2 gennaio 2001   | LINEAR                             |
| 107072 -          | 2001 AL18                | 2 gennaio 2001   | LINEAR                             |
| 107073 -          | 2001 AZ18                | 4 gennaio 2001   | NEAT                               |
| 107074 Ansonsylva | 2001 AJ19                | 4 gennaio 2001   | NEAT                               |
| 107075 -          | 2001 AW20                | 3 gennaio 2001   | LINEAR                             |
| 107076 -          | 2001 AM21                | 3 gennaio 2001   | LINEAR                             |
| 107077 -          | 2001 AO21                | 3 gennaio 2001   | LINEAR                             |
| 107078 -          | 2001 AF23                | 3 gennaio 2001   | LINEAR                             |
| 107079 -          | 2001 AR23                | 3 gennaio 2001   | LINEAR                             |
| 107080 -          | 2001 AY23                | 2 gennaio 2001   | LINEAR                             |
| 107081 -          | 2001 AC24                | 3 gennaio 2001   | LINEAR                             |
| 107082 -          | 2001 AK24                | 4 gennaio 2001   | LINEAR                             |
| 107083 -          | 2001 AP24                | 4 gennaio 2001   | LINEAR                             |
| 107084 -          | 2001 AQ24                | 4 gennaio 2001   | LINEAR                             |
| 107085 -          | 2001 AT24                | 4 gennaio 2001   | LINEAR                             |
| 107086 -          | 2001 AE25                | 4 gennaio 2001   | LINEAR                             |
| 107087 -          | 2001 AK25                | 4 gennaio 2001   | LINEAR                             |
| 107088 -          | 2001 AQ25                | 5 gennaio 2001   | LINEAR                             |
| 107089 -          | 2001 AA28                | 5 gennaio 2001   | LINEAR                             |
| 107090 -          | 2001 AG28                | 5 gennaio 2001   | LINEAR                             |
| 107091 -          | 2001 AW28                | 4 gennaio 2001   | LINEAR                             |
| 107092 -          | 2001 AD29                | 4 gennaio 2001   | LINEAR                             |
| 107093 -          | 2001 AG29                | 4 gennaio 2001   | LINEAR                             |
| 107094 -          | 2001 AL29                | 4 gennaio 2001   | LINEAR                             |
| 107095 -          | 2001 AA30                | 4 gennaio 2001   | LINEAR                             |
| 107096 -          | 2001 AC30                | 4 gennaio 2001   | LINEAR                             |
| 107097 -          | 2001 AJ30                | 4 gennaio 2001   | LINEAR                             |
| 107098 -          | 2001 AE31                | 4 gennaio 2001   | LINEAR                             |
| 107099 -          | 2001 AU31                | 4 gennaio 2001   | LINEAR                             |
| 107100 -          | 2001 AY31                | 4 gennaio 2001   | LINEAR                             |

## 107101-107200
| Nome     | Designazione provvisoria | Data di scoperta | Scopritore     |
| -------- | ------------------------ | ---------------- | -------------- |
| 107101 - | 2001 AM32                | 4 gennaio 2001   | LINEAR         |
| 107102 - | 2001 AV33                | 4 gennaio 2001   | LINEAR         |
| 107103 - | 2001 AL34                | 4 gennaio 2001   | LINEAR         |
| 107104 - | 2001 AT34                | 4 gennaio 2001   | LINEAR         |
| 107105 - | 2001 AB35                | 5 gennaio 2001   | LINEAR         |
| 107106 - | 2001 AW35                | 5 gennaio 2001   | LINEAR         |
| 107107 - | 2001 AG36                | 5 gennaio 2001   | LINEAR         |
| 107108 - | 2001 AJ36                | 5 gennaio 2001   | LINEAR         |
| 107109 - | 2001 AN36                | 5 gennaio 2001   | LINEAR         |
| 107110 - | 2001 AG37                | 5 gennaio 2001   | LINEAR         |
| 107111 - | 2001 AJ37                | 5 gennaio 2001   | LINEAR         |
| 107112 - | 2001 AR37                | 5 gennaio 2001   | LINEAR         |
| 107113 - | 2001 AS37                | 5 gennaio 2001   | LINEAR         |
| 107114 - | 2001 AD38                | 5 gennaio 2001   | LINEAR         |
| 107115 - | 2001 AG38                | 5 gennaio 2001   | LINEAR         |
| 107116 - | 2001 AB39                | 2 gennaio 2001   | NEAT           |
| 107117 - | 2001 AC39                | 2 gennaio 2001   | LINEAR         |
| 107118 - | 2001 AL39                | 2 gennaio 2001   | Spacewatch     |
| 107119 - | 2001 AM39                | 2 gennaio 2001   | Spacewatch     |
| 107120 - | 2001 AP39                | 3 gennaio 2001   | LINEAR         |
| 107121 - | 2001 AO40                | 3 gennaio 2001   | LONEOS         |
| 107122 - | 2001 AE41                | 3 gennaio 2001   | LINEAR         |
| 107123 - | 2001 AX42                | 4 gennaio 2001   | LONEOS         |
| 107124 - | 2001 AR45                | 15 gennaio 2001  | LINEAR         |
| 107125 - | 2001 AU45                | 15 gennaio 2001  | LINEAR         |
| 107126 - | 2001 AN46                | 15 gennaio 2001  | LINEAR         |
| 107127 - | 2001 AX46                | 15 gennaio 2001  | LINEAR         |
| 107128 - | 2001 AG47                | 15 gennaio 2001  | LINEAR         |
| 107129 - | 2001 AS47                | 15 gennaio 2001  | LINEAR         |
| 107130 - | 2001 AV47                | 15 gennaio 2001  | LINEAR         |
| 107131 - | 2001 AP48                | 4 gennaio 2001   | LINEAR         |
| 107132 - | 2001 AA49                | 15 gennaio 2001  | LINEAR         |
| 107133 - | 2001 AW50                | 15 gennaio 2001  | Spacewatch     |
| 107134 - | 2001 AE51                | 15 gennaio 2001  | Spacewatch     |
| 107135 - | 2001 BH                  | 17 gennaio 2001  | T. Kobayashi   |
| 107136 - | 2001 BQ                  | 17 gennaio 2001  | T. Kobayashi   |
| 107137 - | 2001 BW                  | 17 gennaio 2001  | T. Kobayashi   |
| 107138 - | 2001 BP3                 | 18 gennaio 2001  | LINEAR         |
| 107139 - | 2001 BB4                 | 18 gennaio 2001  | LINEAR         |
| 107140 - | 2001 BC5                 | 18 gennaio 2001  | LINEAR         |
| 107141 - | 2001 BP5                 | 19 gennaio 2001  | LINEAR         |
| 107142 - | 2001 BN6                 | 19 gennaio 2001  | LINEAR         |
| 107143 - | 2001 BW6                 | 19 gennaio 2001  | LINEAR         |
| 107144 - | 2001 BZ7                 | 19 gennaio 2001  | LINEAR         |
| 107145 - | 2001 BA8                 | 19 gennaio 2001  | LINEAR         |
| 107146 - | 2001 BK8                 | 19 gennaio 2001  | LINEAR         |
| 107147 - | 2001 BG9                 | 19 gennaio 2001  | LINEAR         |
| 107148 - | 2001 BR10                | 20 gennaio 2001  | LINEAR         |
| 107149 - | 2001 BS10                | 20 gennaio 2001  | LINEAR         |
| 107150 - | 2001 BW10                | 20 gennaio 2001  | LINEAR         |
| 107151 - | 2001 BU12                | 17 gennaio 2001  | LINEAR         |
| 107152 - | 2001 BX12                | 18 gennaio 2001  | LINEAR         |
| 107153 - | 2001 BW13                | 18 gennaio 2001  | Spacewatch     |
| 107154 - | 2001 BN14                | 21 gennaio 2001  | W. K. Y. Yeung |
| 107155 - | 2001 BO14                | 21 gennaio 2001  | W. K. Y. Yeung |
| 107156 - | 2001 BF15                | 21 gennaio 2001  | T. Kobayashi   |
| 107157 - | 2001 BR15                | 21 gennaio 2001  | T. Kobayashi   |
| 107158 - | 2001 BU15                | 21 gennaio 2001  | T. Kobayashi   |
| 107159 - | 2001 BP18                | 19 gennaio 2001  | LINEAR         |
| 107160 - | 2001 BV18                | 19 gennaio 2001  | LINEAR         |
| 107161 - | 2001 BY18                | 19 gennaio 2001  | LINEAR         |
| 107162 - | 2001 BV19                | 19 gennaio 2001  | LINEAR         |
| 107163 - | 2001 BZ19                | 19 gennaio 2001  | LINEAR         |
| 107164 - | 2001 BA20                | 19 gennaio 2001  | LINEAR         |
| 107165 - | 2001 BM20                | 19 gennaio 2001  | LINEAR         |
| 107166 - | 2001 BK21                | 19 gennaio 2001  | LINEAR         |
| 107167 - | 2001 BN21                | 19 gennaio 2001  | LINEAR         |
| 107168 - | 2001 BW21                | 20 gennaio 2001  | LINEAR         |
| 107169 - | 2001 BQ22                | 20 gennaio 2001  | LINEAR         |
| 107170 - | 2001 BB23                | 20 gennaio 2001  | LINEAR         |
| 107171 - | 2001 BC23                | 20 gennaio 2001  | LINEAR         |
| 107172 - | 2001 BM23                | 20 gennaio 2001  | LINEAR         |
| 107173 - | 2001 BT23                | 20 gennaio 2001  | LINEAR         |
| 107174 - | 2001 BY23                | 20 gennaio 2001  | LINEAR         |
| 107175 - | 2001 BZ23                | 20 gennaio 2001  | LINEAR         |
| 107176 - | 2001 BA24                | 20 gennaio 2001  | LINEAR         |
| 107177 - | 2001 BZ24                | 20 gennaio 2001  | LINEAR         |
| 107178 - | 2001 BE25                | 20 gennaio 2001  | LINEAR         |
| 107179 - | 2001 BK25                | 20 gennaio 2001  | LINEAR         |
| 107180 - | 2001 BP25                | 20 gennaio 2001  | LINEAR         |
| 107181 - | 2001 BU25                | 20 gennaio 2001  | LINEAR         |
| 107182 - | 2001 BA26                | 20 gennaio 2001  | LINEAR         |
| 107183 - | 2001 BE26                | 20 gennaio 2001  | LINEAR         |
| 107184 - | 2001 BH26                | 20 gennaio 2001  | LINEAR         |
| 107185 - | 2001 BN26                | 20 gennaio 2001  | LINEAR         |
| 107186 - | 2001 BR26                | 20 gennaio 2001  | LINEAR         |
| 107187 - | 2001 BW26                | 20 gennaio 2001  | LINEAR         |
| 107188 - | 2001 BB27                | 20 gennaio 2001  | LINEAR         |
| 107189 - | 2001 BP27                | 20 gennaio 2001  | LINEAR         |
| 107190 - | 2001 BN28                | 20 gennaio 2001  | LINEAR         |
| 107191 - | 2001 BS28                | 20 gennaio 2001  | LINEAR         |
| 107192 - | 2001 BZ28                | 20 gennaio 2001  | LINEAR         |
| 107193 - | 2001 BC30                | 20 gennaio 2001  | LINEAR         |
| 107194 - | 2001 BE30                | 20 gennaio 2001  | LINEAR         |
| 107195 - | 2001 BB31                | 20 gennaio 2001  | LINEAR         |
| 107196 - | 2001 BC31                | 20 gennaio 2001  | LINEAR         |
| 107197 - | 2001 BG31                | 20 gennaio 2001  | LINEAR         |
| 107198 - | 2001 BQ31                | 20 gennaio 2001  | LINEAR         |
| 107199 - | 2001 BA32                | 20 gennaio 2001  | LINEAR         |
| 107200 - | 2001 BB32                | 20 gennaio 2001  | LINEAR         |

## 107201-107300
| Nome          | Designazione provvisoria | Data di scoperta | Scopritore     |
| ------------- | ------------------------ | ---------------- | -------------- |
| 107201 -      | 2001 BE32                | 20 gennaio 2001  | LINEAR         |
| 107202 -      | 2001 BU32                | 20 gennaio 2001  | LINEAR         |
| 107203 -      | 2001 BC33                | 20 gennaio 2001  | LINEAR         |
| 107204 -      | 2001 BV33                | 20 gennaio 2001  | LINEAR         |
| 107205 -      | 2001 BW33                | 20 gennaio 2001  | LINEAR         |
| 107206 -      | 2001 BX34                | 20 gennaio 2001  | LINEAR         |
| 107207 -      | 2001 BY34                | 20 gennaio 2001  | LINEAR         |
| 107208 -      | 2001 BU35                | 22 gennaio 2001  | NEAT           |
| 107209 -      | 2001 BW39                | 23 gennaio 2001  | Spacewatch     |
| 107210 -      | 2001 BX39                | 21 gennaio 2001  | NEAT           |
| 107211 -      | 2001 BY40                | 24 gennaio 2001  | LINEAR         |
| 107212 -      | 2001 BE41                | 24 gennaio 2001  | LINEAR         |
| 107213 -      | 2001 BJ42                | 25 gennaio 2001  | J. M. Roe      |
| 107214 -      | 2001 BG43                | 19 gennaio 2001  | LINEAR         |
| 107215 -      | 2001 BK43                | 19 gennaio 2001  | LINEAR         |
| 107216 -      | 2001 BA44                | 19 gennaio 2001  | LINEAR         |
| 107217 -      | 2001 BM45                | 20 gennaio 2001  | LINEAR         |
| 107218 -      | 2001 BG46                | 21 gennaio 2001  | LINEAR         |
| 107219 -      | 2001 BP47                | 21 gennaio 2001  | LINEAR         |
| 107220 -      | 2001 BC48                | 21 gennaio 2001  | LINEAR         |
| 107221 -      | 2001 BW48                | 21 gennaio 2001  | LINEAR         |
| 107222 -      | 2001 BM49                | 21 gennaio 2001  | LINEAR         |
| 107223 Ripero | 2001 BU50                | 21 gennaio 2001  | R. Ferrando    |
| 107224 -      | 2001 BZ50                | 28 gennaio 2001  | T. Kobayashi   |
| 107225 -      | 2001 BF51                | 27 gennaio 2001  | NEAT           |
| 107226 -      | 2001 BC52                | 17 gennaio 2001  | Spacewatch     |
| 107227 -      | 2001 BJ52                | 17 gennaio 2001  | Spacewatch     |
| 107228 -      | 2001 BS52                | 17 gennaio 2001  | NEAT           |
| 107229 -      | 2001 BA53                | 17 gennaio 2001  | NEAT           |
| 107230 -      | 2001 BF53                | 17 gennaio 2001  | NEAT           |
| 107231 -      | 2001 BW53                | 18 gennaio 2001  | NEAT           |
| 107232 -      | 2001 BA54                | 18 gennaio 2001  | NEAT           |
| 107233 -      | 2001 BE54                | 18 gennaio 2001  | Spacewatch     |
| 107234 -      | 2001 BL54                | 18 gennaio 2001  | Spacewatch     |
| 107235 -      | 2001 BR54                | 18 gennaio 2001  | NEAT           |
| 107236 -      | 2001 BM55                | 19 gennaio 2001  | LINEAR         |
| 107237 -      | 2001 BB56                | 19 gennaio 2001  | LINEAR         |
| 107238 -      | 2001 BH56                | 19 gennaio 2001  | LINEAR         |
| 107239 -      | 2001 BS56                | 19 gennaio 2001  | Spacewatch     |
| 107240 -      | 2001 BS57                | 20 gennaio 2001  | NEAT           |
| 107241 -      | 2001 BE58                | 21 gennaio 2001  | LINEAR         |
| 107242 -      | 2001 BH58                | 21 gennaio 2001  | LINEAR         |
| 107243 -      | 2001 BJ58                | 21 gennaio 2001  | LINEAR         |
| 107244 -      | 2001 BQ58                | 21 gennaio 2001  | LINEAR         |
| 107245 -      | 2001 BW58                | 21 gennaio 2001  | LINEAR         |
| 107246 -      | 2001 BY58                | 21 gennaio 2001  | LINEAR         |
| 107247 -      | 2001 BB59                | 21 gennaio 2001  | LINEAR         |
| 107248 -      | 2001 BC59                | 21 gennaio 2001  | LINEAR         |
| 107249 -      | 2001 BE59                | 21 gennaio 2001  | LINEAR         |
| 107250 -      | 2001 BJ59                | 21 gennaio 2001  | LINEAR         |
| 107251 -      | 2001 BN59                | 26 gennaio 2001  | LINEAR         |
| 107252 -      | 2001 BS59                | 26 gennaio 2001  | LINEAR         |
| 107253 -      | 2001 BF62                | 26 gennaio 2001  | LINEAR         |
| 107254 -      | 2001 BJ62                | 26 gennaio 2001  | LINEAR         |
| 107255 -      | 2001 BQ62                | 29 gennaio 2001  | LINEAR         |
| 107256 -      | 2001 BY62                | 29 gennaio 2001  | LINEAR         |
| 107257 -      | 2001 BD63                | 29 gennaio 2001  | LINEAR         |
| 107258 -      | 2001 BG63                | 29 gennaio 2001  | LINEAR         |
| 107259 -      | 2001 BT63                | 29 gennaio 2001  | LINEAR         |
| 107260 -      | 2001 BC64                | 29 gennaio 2001  | LINEAR         |
| 107261 -      | 2001 BM64                | 29 gennaio 2001  | LINEAR         |
| 107262 -      | 2001 BR64                | 30 gennaio 2001  | LINEAR         |
| 107263 -      | 2001 BX65                | 26 gennaio 2001  | LINEAR         |
| 107264 -      | 2001 BA68                | 31 gennaio 2001  | LINEAR         |
| 107265 -      | 2001 BP68                | 31 gennaio 2001  | LINEAR         |
| 107266 -      | 2001 BZ68                | 31 gennaio 2001  | LINEAR         |
| 107267 -      | 2001 BA69                | 31 gennaio 2001  | LINEAR         |
| 107268 -      | 2001 BS69                | 31 gennaio 2001  | LINEAR         |
| 107269 -      | 2001 BF70                | 31 gennaio 2001  | LINEAR         |
| 107270 -      | 2001 BN70                | 21 gennaio 2001  | LINEAR         |
| 107271 -      | 2001 BL71                | 29 gennaio 2001  | LINEAR         |
| 107272 -      | 2001 BO71                | 29 gennaio 2001  | LINEAR         |
| 107273 -      | 2001 BT71                | 29 gennaio 2001  | LINEAR         |
| 107274 -      | 2001 BX71                | 31 gennaio 2001  | LINEAR         |
| 107275 -      | 2001 BZ71                | 31 gennaio 2001  | LINEAR         |
| 107276 -      | 2001 BM72                | 29 gennaio 2001  | LINEAR         |
| 107277 -      | 2001 BA73                | 27 gennaio 2001  | NEAT           |
| 107278 -      | 2001 BL73                | 29 gennaio 2001  | W. K. Y. Yeung |
| 107279 -      | 2001 BP73                | 29 gennaio 2001  | NEAT           |
| 107280 -      | 2001 BU74                | 31 gennaio 2001  | LINEAR         |
| 107281 -      | 2001 BH75                | 26 gennaio 2001  | Spacewatch     |
| 107282 -      | 2001 BL75                | 26 gennaio 2001  | Spacewatch     |
| 107283 -      | 2001 BG76                | 26 gennaio 2001  | LINEAR         |
| 107284 -      | 2001 BL76                | 26 gennaio 2001  | LINEAR         |
| 107285 -      | 2001 BN76                | 26 gennaio 2001  | LINEAR         |
| 107286 -      | 2001 BU76                | 26 gennaio 2001  | Spacewatch     |
| 107287 -      | 2001 BE79                | 21 gennaio 2001  | LINEAR         |
| 107288 -      | 2001 BK79                | 21 gennaio 2001  | LINEAR         |
| 107289 -      | 2001 BM82                | 26 gennaio 2001  | LINEAR         |
| 107290 -      | 2001 CA                  | 1 febbraio 2001  | Črni Vrh       |
| 107291 -      | 2001 CF                  | 1 febbraio 2001  | K. Korlević    |
| 107292 -      | 2001 CZ                  | 1 febbraio 2001  | LINEAR         |
| 107293 -      | 2001 CF1                 | 1 febbraio 2001  | LINEAR         |
| 107294 -      | 2001 CR1                 | 1 febbraio 2001  | LINEAR         |
| 107295 -      | 2001 CG3                 | 1 febbraio 2001  | LINEAR         |
| 107296 -      | 2001 CS3                 | 1 febbraio 2001  | LINEAR         |
| 107297 -      | 2001 CD4                 | 1 febbraio 2001  | LINEAR         |
| 107298 -      | 2001 CH4                 | 1 febbraio 2001  | LINEAR         |
| 107299 -      | 2001 CX4                 | 1 febbraio 2001  | LINEAR         |
| 107300 -      | 2001 CZ5                 | 1 febbraio 2001  | LINEAR         |

## 107301-107400
| Nome             | Designazione provvisoria | Data di scoperta | Scopritore                 |
| ---------------- | ------------------------ | ---------------- | -------------------------- |
| 107301 -         | 2001 CC6                 | 1 febbraio 2001  | LINEAR                     |
| 107302 -         | 2001 CD6                 | 1 febbraio 2001  | LINEAR                     |
| 107303 -         | 2001 CE6                 | 1 febbraio 2001  | LINEAR                     |
| 107304 -         | 2001 CF7                 | 1 febbraio 2001  | LINEAR                     |
| 107305 -         | 2001 CM7                 | 1 febbraio 2001  | LINEAR                     |
| 107306 -         | 2001 CX7                 | 1 febbraio 2001  | LINEAR                     |
| 107307 -         | 2001 CE8                 | 1 febbraio 2001  | LINEAR                     |
| 107308 -         | 2001 CR8                 | 1 febbraio 2001  | LINEAR                     |
| 107309 -         | 2001 CU8                 | 1 febbraio 2001  | LINEAR                     |
| 107310 -         | 2001 CF9                 | 1 febbraio 2001  | LINEAR                     |
| 107311 -         | 2001 CY9                 | 2 febbraio 2001  | J. M. Roe                  |
| 107312 -         | 2001 CA10                | 3 febbraio 2001  | J. Guarro                  |
| 107313 -         | 2001 CW10                | 1 febbraio 2001  | LINEAR                     |
| 107314 -         | 2001 CC11                | 1 febbraio 2001  | LINEAR                     |
| 107315 -         | 2001 CJ11                | 1 febbraio 2001  | LINEAR                     |
| 107316 -         | 2001 CQ11                | 1 febbraio 2001  | LINEAR                     |
| 107317 -         | 2001 CU11                | 1 febbraio 2001  | LINEAR                     |
| 107318 -         | 2001 CE12                | 1 febbraio 2001  | LINEAR                     |
| 107319 -         | 2001 CL12                | 1 febbraio 2001  | LINEAR                     |
| 107320 -         | 2001 CC13                | 1 febbraio 2001  | LINEAR                     |
| 107321 -         | 2001 CL13                | 1 febbraio 2001  | LINEAR                     |
| 107322 -         | 2001 CF14                | 1 febbraio 2001  | LINEAR                     |
| 107323 -         | 2001 CH14                | 1 febbraio 2001  | LINEAR                     |
| 107324 -         | 2001 CM14                | 1 febbraio 2001  | LINEAR                     |
| 107325 -         | 2001 CE15                | 1 febbraio 2001  | LINEAR                     |
| 107326 -         | 2001 CM15                | 1 febbraio 2001  | LINEAR                     |
| 107327 -         | 2001 CU15                | 1 febbraio 2001  | LINEAR                     |
| 107328 -         | 2001 CM16                | 1 febbraio 2001  | LINEAR                     |
| 107329 -         | 2001 CR16                | 1 febbraio 2001  | LINEAR                     |
| 107330 -         | 2001 CN17                | 1 febbraio 2001  | LINEAR                     |
| 107331 -         | 2001 CT17                | 1 febbraio 2001  | LINEAR                     |
| 107332 -         | 2001 CX17                | 2 febbraio 2001  | LINEAR                     |
| 107333 -         | 2001 CM18                | 2 febbraio 2001  | LINEAR                     |
| 107334 -         | 2001 CH19                | 2 febbraio 2001  | LINEAR                     |
| 107335 -         | 2001 CL19                | 2 febbraio 2001  | LINEAR                     |
| 107336 -         | 2001 CA20                | 2 febbraio 2001  | LINEAR                     |
| 107337 -         | 2001 CE22                | 1 febbraio 2001  | LONEOS                     |
| 107338 -         | 2001 CG22                | 1 febbraio 2001  | LONEOS                     |
| 107339 -         | 2001 CT22                | 1 febbraio 2001  | LONEOS                     |
| 107340 -         | 2001 CB23                | 1 febbraio 2001  | LONEOS                     |
| 107341 -         | 2001 CE23                | 1 febbraio 2001  | LONEOS                     |
| 107342 -         | 2001 CO23                | 1 febbraio 2001  | LONEOS                     |
| 107343 -         | 2001 CP23                | 1 febbraio 2001  | LONEOS                     |
| 107344 -         | 2001 CV23                | 1 febbraio 2001  | LONEOS                     |
| 107345 -         | 2001 CM24                | 1 febbraio 2001  | LONEOS                     |
| 107346 -         | 2001 CP24                | 1 febbraio 2001  | LONEOS                     |
| 107347 -         | 2001 CG25                | 1 febbraio 2001  | LINEAR                     |
| 107348 -         | 2001 CN25                | 1 febbraio 2001  | LINEAR                     |
| 107349 -         | 2001 CW25                | 1 febbraio 2001  | LINEAR                     |
| 107350 -         | 2001 CA26                | 1 febbraio 2001  | LINEAR                     |
| 107351 -         | 2001 CK26                | 1 febbraio 2001  | LINEAR                     |
| 107352 -         | 2001 CQ26                | 1 febbraio 2001  | Spacewatch                 |
| 107353 -         | 2001 CR26                | 1 febbraio 2001  | Spacewatch                 |
| 107354 -         | 2001 CJ27                | 2 febbraio 2001  | LONEOS                     |
| 107355 -         | 2001 CP27                | 2 febbraio 2001  | LONEOS                     |
| 107356 -         | 2001 CU27                | 2 febbraio 2001  | LONEOS                     |
| 107357 -         | 2001 CB28                | 2 febbraio 2001  | LONEOS                     |
| 107358 -         | 2001 CH28                | 2 febbraio 2001  | LONEOS                     |
| 107359 -         | 2001 CL28                | 2 febbraio 2001  | LONEOS                     |
| 107360 -         | 2001 CQ28                | 2 febbraio 2001  | LONEOS                     |
| 107361 -         | 2001 CX28                | 2 febbraio 2001  | LONEOS                     |
| 107362 -         | 2001 CG29                | 2 febbraio 2001  | LONEOS                     |
| 107363 -         | 2001 CJ29                | 2 febbraio 2001  | LONEOS                     |
| 107364 -         | 2001 CL29                | 2 febbraio 2001  | LONEOS                     |
| 107365 -         | 2001 CQ29                | 2 febbraio 2001  | LONEOS                     |
| 107366 -         | 2001 CR29                | 2 febbraio 2001  | LONEOS                     |
| 107367 -         | 2001 CG30                | 2 febbraio 2001  | LONEOS                     |
| 107368 -         | 2001 CH30                | 2 febbraio 2001  | LONEOS                     |
| 107369 -         | 2001 CL30                | 2 febbraio 2001  | LONEOS                     |
| 107370 -         | 2001 CQ30                | 2 febbraio 2001  | NEAT                       |
| 107371 -         | 2001 CN31                | 12 febbraio 2001 | P. G. Comba                |
| 107372 -         | 2001 CP31                | 2 febbraio 2001  | LINEAR                     |
| 107373 -         | 2001 CR31                | 5 febbraio 2001  | LINEAR                     |
| 107374 -         | 2001 CF34                | 13 febbraio 2001 | LINEAR                     |
| 107375 -         | 2001 CK34                | 13 febbraio 2001 | LINEAR                     |
| 107376 -         | 2001 CG36                | 15 febbraio 2001 | T. Kobayashi               |
| 107377 -         | 2001 CL36                | 15 febbraio 2001 | T. Kobayashi               |
| 107378 -         | 2001 CU36                | 13 febbraio 2001 | Spacewatch                 |
| 107379 Johnlogan | 2001 CG37                | 15 febbraio 2001 | Tenagra II                 |
| 107380 -         | 2001 CY38                | 13 febbraio 2001 | LINEAR                     |
| 107381 -         | 2001 CP39                | 13 febbraio 2001 | LINEAR                     |
| 107382 -         | 2001 CT39                | 13 febbraio 2001 | LINEAR                     |
| 107383 -         | 2001 CN40                | 15 febbraio 2001 | LINEAR                     |
| 107384 -         | 2001 CC41                | 15 febbraio 2001 | LINEAR                     |
| 107385 -         | 2001 CL41                | 15 febbraio 2001 | Črni Vrh                   |
| 107386 -         | 2001 CS42                | 13 febbraio 2001 | LINEAR                     |
| 107387 -         | 2001 CU42                | 13 febbraio 2001 | LINEAR                     |
| 107388 -         | 2001 CY43                | 15 febbraio 2001 | LINEAR                     |
| 107389 -         | 2001 CQ44                | 15 febbraio 2001 | LINEAR                     |
| 107390 -         | 2001 CT45                | 15 febbraio 2001 | LINEAR                     |
| 107391 -         | 2001 CW45                | 15 febbraio 2001 | LINEAR                     |
| 107392 -         | 2001 CZ45                | 15 febbraio 2001 | LINEAR                     |
| 107393 Bernacca  | 2001 CJ48                | 1 febbraio 2001  | Asiago-DLR Asteroid Survey |
| 107394 -         | 2001 CJ49                | 2 febbraio 2001  | Asiago-DLR Asteroid Survey |
| 107395 -         | 2001 CR49                | 2 febbraio 2001  | LINEAR                     |
| 107396 Swangin   | 2001 DU                  | 16 febbraio 2001 | Tenagra II                 |
| 107397 -         | 2001 DY                  | 16 febbraio 2001 | Tenagra II                 |
| 107398 -         | 2001 DA1                 | 16 febbraio 2001 | Tenagra II                 |
| 107399 -         | 2001 DJ1                 | 16 febbraio 2001 | Spacewatch                 |
| 107400 -         | 2001 DP2                 | 16 febbraio 2001 | Spacewatch                 |

## 107401-107500
| Nome     | Designazione provvisoria | Data di scoperta | Scopritore   |
| -------- | ------------------------ | ---------------- | ------------ |
| 107401 - | 2001 DS2                 | 16 febbraio 2001 | P. G. Comba  |
| 107402 - | 2001 DW2                 | 16 febbraio 2001 | LINEAR       |
| 107403 - | 2001 DW3                 | 16 febbraio 2001 | LINEAR       |
| 107404 - | 2001 DA5                 | 16 febbraio 2001 | LINEAR       |
| 107405 - | 2001 DS5                 | 16 febbraio 2001 | LINEAR       |
| 107406 - | 2001 DG6                 | 16 febbraio 2001 | LINEAR       |
| 107407 - | 2001 DS6                 | 17 febbraio 2001 | K. Korlević  |
| 107408 - | 2001 DZ6                 | 16 febbraio 2001 | Črni Vrh     |
| 107409 - | 2001 DS7                 | 16 febbraio 2001 | Črni Vrh     |
| 107410 - | 2001 DV7                 | 17 febbraio 2001 | Črni Vrh     |
| 107411 - | 2001 DG8                 | 17 febbraio 2001 | Spacewatch   |
| 107412 - | 2001 DX8                 | 16 febbraio 2001 | LINEAR       |
| 107413 - | 2001 DE9                 | 17 febbraio 2001 | LINEAR       |
| 107414 - | 2001 DS9                 | 16 febbraio 2001 | LINEAR       |
| 107415 - | 2001 DU9                 | 16 febbraio 2001 | LINEAR       |
| 107416 - | 2001 DX9                 | 16 febbraio 2001 | LINEAR       |
| 107417 - | 2001 DZ9                 | 16 febbraio 2001 | LINEAR       |
| 107418 - | 2001 DH10                | 17 febbraio 2001 | LINEAR       |
| 107419 - | 2001 DV10                | 17 febbraio 2001 | LINEAR       |
| 107420 - | 2001 DC11                | 17 febbraio 2001 | LINEAR       |
| 107421 - | 2001 DF11                | 17 febbraio 2001 | LINEAR       |
| 107422 - | 2001 DO11                | 17 febbraio 2001 | LINEAR       |
| 107423 - | 2001 DR11                | 17 febbraio 2001 | LINEAR       |
| 107424 - | 2001 DC12                | 17 febbraio 2001 | LINEAR       |
| 107425 - | 2001 DF12                | 17 febbraio 2001 | LINEAR       |
| 107426 - | 2001 DL13                | 19 febbraio 2001 | T. Kobayashi |
| 107427 - | 2001 DM13                | 19 febbraio 2001 | T. Kobayashi |
| 107428 - | 2001 DP13                | 19 febbraio 2001 | T. Kobayashi |
| 107429 - | 2001 DQ13                | 19 febbraio 2001 | T. Kobayashi |
| 107430 - | 2001 DU13                | 19 febbraio 2001 | T. Kobayashi |
| 107431 - | 2001 DD14                | 19 febbraio 2001 | LINEAR       |
| 107432 - | 2001 DM14                | 19 febbraio 2001 | LINEAR       |
| 107433 - | 2001 DW14                | 16 febbraio 2001 | Črni Vrh     |
| 107434 - | 2001 DA15                | 17 febbraio 2001 | Črni Vrh     |
| 107435 - | 2001 DL15                | 16 febbraio 2001 | LINEAR       |
| 107436 - | 2001 DS15                | 16 febbraio 2001 | LINEAR       |
| 107437 - | 2001 DC16                | 16 febbraio 2001 | LINEAR       |
| 107438 - | 2001 DK16                | 16 febbraio 2001 | LINEAR       |
| 107439 - | 2001 DL16                | 16 febbraio 2001 | LINEAR       |
| 107440 - | 2001 DQ16                | 16 febbraio 2001 | LINEAR       |
| 107441 - | 2001 DE17                | 16 febbraio 2001 | LINEAR       |
| 107442 - | 2001 DR17                | 16 febbraio 2001 | LINEAR       |
| 107443 - | 2001 DX17                | 16 febbraio 2001 | LINEAR       |
| 107444 - | 2001 DF18                | 16 febbraio 2001 | LINEAR       |
| 107445 - | 2001 DR18                | 16 febbraio 2001 | LINEAR       |
| 107446 - | 2001 DO19                | 16 febbraio 2001 | LINEAR       |
| 107447 - | 2001 DR19                | 16 febbraio 2001 | LINEAR       |
| 107448 - | 2001 DS19                | 16 febbraio 2001 | LINEAR       |
| 107449 - | 2001 DB20                | 16 febbraio 2001 | LINEAR       |
| 107450 - | 2001 DE20                | 16 febbraio 2001 | LINEAR       |
| 107451 - | 2001 DG20                | 16 febbraio 2001 | LINEAR       |
| 107452 - | 2001 DA21                | 16 febbraio 2001 | LINEAR       |
| 107453 - | 2001 DQ23                | 17 febbraio 2001 | LINEAR       |
| 107454 - | 2001 DR23                | 17 febbraio 2001 | LINEAR       |
| 107455 - | 2001 DD24                | 17 febbraio 2001 | LINEAR       |
| 107456 - | 2001 DF24                | 17 febbraio 2001 | LINEAR       |
| 107457 - | 2001 DS24                | 17 febbraio 2001 | LINEAR       |
| 107458 - | 2001 DN26                | 17 febbraio 2001 | LINEAR       |
| 107459 - | 2001 DP26                | 17 febbraio 2001 | LINEAR       |
| 107460 - | 2001 DV26                | 17 febbraio 2001 | LINEAR       |
| 107461 - | 2001 DS27                | 17 febbraio 2001 | LINEAR       |
| 107462 - | 2001 DE28                | 17 febbraio 2001 | LINEAR       |
| 107463 - | 2001 DG28                | 17 febbraio 2001 | LINEAR       |
| 107464 - | 2001 DJ28                | 17 febbraio 2001 | LINEAR       |
| 107465 - | 2001 DN28                | 17 febbraio 2001 | LINEAR       |
| 107466 - | 2001 DV28                | 17 febbraio 2001 | LINEAR       |
| 107467 - | 2001 DY28                | 17 febbraio 2001 | LINEAR       |
| 107468 - | 2001 DX29                | 17 febbraio 2001 | LINEAR       |
| 107469 - | 2001 DB30                | 17 febbraio 2001 | LINEAR       |
| 107470 - | 2001 DO31                | 17 febbraio 2001 | LINEAR       |
| 107471 - | 2001 DT31                | 17 febbraio 2001 | LINEAR       |
| 107472 - | 2001 DB32                | 17 febbraio 2001 | LINEAR       |
| 107473 - | 2001 DZ32                | 17 febbraio 2001 | LINEAR       |
| 107474 - | 2001 DE33                | 17 febbraio 2001 | LINEAR       |
| 107475 - | 2001 DK33                | 17 febbraio 2001 | LINEAR       |
| 107476 - | 2001 DL33                | 17 febbraio 2001 | LINEAR       |
| 107477 - | 2001 DW33                | 17 febbraio 2001 | LINEAR       |
| 107478 - | 2001 DX34                | 19 febbraio 2001 | LINEAR       |
| 107479 - | 2001 DK35                | 19 febbraio 2001 | LINEAR       |
| 107480 - | 2001 DS35                | 19 febbraio 2001 | LINEAR       |
| 107481 - | 2001 DH36                | 19 febbraio 2001 | LINEAR       |
| 107482 - | 2001 DP36                | 19 febbraio 2001 | LINEAR       |
| 107483 - | 2001 DQ36                | 19 febbraio 2001 | LINEAR       |
| 107484 - | 2001 DS36                | 19 febbraio 2001 | LINEAR       |
| 107485 - | 2001 DG37                | 19 febbraio 2001 | LINEAR       |
| 107486 - | 2001 DL37                | 19 febbraio 2001 | LINEAR       |
| 107487 - | 2001 DN37                | 19 febbraio 2001 | LINEAR       |
| 107488 - | 2001 DR37                | 19 febbraio 2001 | LINEAR       |
| 107489 - | 2001 DB38                | 19 febbraio 2001 | LINEAR       |
| 107490 - | 2001 DR39                | 19 febbraio 2001 | LINEAR       |
| 107491 - | 2001 DB41                | 19 febbraio 2001 | LINEAR       |
| 107492 - | 2001 DK41                | 19 febbraio 2001 | LINEAR       |
| 107493 - | 2001 DE43                | 19 febbraio 2001 | LINEAR       |
| 107494 - | 2001 DM43                | 19 febbraio 2001 | LINEAR       |
| 107495 - | 2001 DP43                | 19 febbraio 2001 | LINEAR       |
| 107496 - | 2001 DS43                | 19 febbraio 2001 | LINEAR       |
| 107497 - | 2001 DO44                | 19 febbraio 2001 | LINEAR       |
| 107498 - | 2001 DQ44                | 19 febbraio 2001 | LINEAR       |
| 107499 - | 2001 DZ45                | 19 febbraio 2001 | LINEAR       |
| 107500 - | 2001 DJ46                | 19 febbraio 2001 | LINEAR       |

## 107501-107600
| Nome         | Designazione provvisoria | Data di scoperta | Scopritore             |
| ------------ | ------------------------ | ---------------- | ---------------------- |
| 107501 -     | 2001 DP46                | 19 febbraio 2001 | LINEAR                 |
| 107502 -     | 2001 DX47                | 20 febbraio 2001 | LINEAR                 |
| 107503 -     | 2001 DM48                | 16 febbraio 2001 | LINEAR                 |
| 107504 -     | 2001 DQ48                | 16 febbraio 2001 | LINEAR                 |
| 107505 -     | 2001 DK49                | 16 febbraio 2001 | LINEAR                 |
| 107506 -     | 2001 DM49                | 16 febbraio 2001 | LINEAR                 |
| 107507 -     | 2001 DP49                | 16 febbraio 2001 | LINEAR                 |
| 107508 -     | 2001 DV49                | 16 febbraio 2001 | LINEAR                 |
| 107509 -     | 2001 DC50                | 16 febbraio 2001 | LINEAR                 |
| 107510 -     | 2001 DK50                | 16 febbraio 2001 | LINEAR                 |
| 107511 -     | 2001 DF52                | 16 febbraio 2001 | LINEAR                 |
| 107512 -     | 2001 DB53                | 17 febbraio 2001 | LINEAR                 |
| 107513 -     | 2001 DO53                | 20 febbraio 2001 | LINEAR                 |
| 107514 -     | 2001 DW53                | 20 febbraio 2001 | Črni Vrh               |
| 107515 -     | 2001 DZ53                | 21 febbraio 2001 | Spacewatch             |
| 107516 -     | 2001 DC54                | 21 febbraio 2001 | Spacewatch             |
| 107517 -     | 2001 DM54                | 19 febbraio 2001 | T. Kobayashi           |
| 107518 -     | 2001 DN56                | 16 febbraio 2001 | Spacewatch             |
| 107519 -     | 2001 DO57                | 17 febbraio 2001 | Spacewatch             |
| 107520 -     | 2001 DF58                | 17 febbraio 2001 | NEAT                   |
| 107521 -     | 2001 DV60                | 19 febbraio 2001 | LINEAR                 |
| 107522 -     | 2001 DY60                | 19 febbraio 2001 | LINEAR                 |
| 107523 -     | 2001 DZ60                | 19 febbraio 2001 | LINEAR                 |
| 107524 -     | 2001 DB61                | 19 febbraio 2001 | LINEAR                 |
| 107525 -     | 2001 DG61                | 19 febbraio 2001 | LINEAR                 |
| 107526 -     | 2001 DH61                | 19 febbraio 2001 | LINEAR                 |
| 107527 -     | 2001 DP61                | 19 febbraio 2001 | LINEAR                 |
| 107528 -     | 2001 DQ62                | 19 febbraio 2001 | LINEAR                 |
| 107529 -     | 2001 DB65                | 19 febbraio 2001 | LINEAR                 |
| 107530 -     | 2001 DE65                | 19 febbraio 2001 | LINEAR                 |
| 107531 -     | 2001 DR65                | 19 febbraio 2001 | LINEAR                 |
| 107532 -     | 2001 DZ66                | 19 febbraio 2001 | LINEAR                 |
| 107533 -     | 2001 DF67                | 19 febbraio 2001 | LINEAR                 |
| 107534 -     | 2001 DR67                | 19 febbraio 2001 | LINEAR                 |
| 107535 -     | 2001 DB68                | 19 febbraio 2001 | LINEAR                 |
| 107536 -     | 2001 DC68                | 19 febbraio 2001 | LINEAR                 |
| 107537 -     | 2001 DO69                | 19 febbraio 2001 | LINEAR                 |
| 107538 -     | 2001 DR69                | 19 febbraio 2001 | LINEAR                 |
| 107539 -     | 2001 DB70                | 19 febbraio 2001 | LINEAR                 |
| 107540 -     | 2001 DF70                | 19 febbraio 2001 | LINEAR                 |
| 107541 -     | 2001 DG70                | 19 febbraio 2001 | LINEAR                 |
| 107542 -     | 2001 DO70                | 19 febbraio 2001 | LINEAR                 |
| 107543 -     | 2001 DQ70                | 19 febbraio 2001 | LINEAR                 |
| 107544 -     | 2001 DR70                | 19 febbraio 2001 | LINEAR                 |
| 107545 -     | 2001 DB71                | 19 febbraio 2001 | LINEAR                 |
| 107546 -     | 2001 DG71                | 19 febbraio 2001 | LINEAR                 |
| 107547 -     | 2001 DS71                | 19 febbraio 2001 | LINEAR                 |
| 107548 -     | 2001 DV71                | 19 febbraio 2001 | LINEAR                 |
| 107549 -     | 2001 DU72                | 19 febbraio 2001 | LINEAR                 |
| 107550 -     | 2001 DO74                | 19 febbraio 2001 | LINEAR                 |
| 107551 -     | 2001 DY74                | 19 febbraio 2001 | LINEAR                 |
| 107552 -     | 2001 DT77                | 22 febbraio 2001 | Spacewatch             |
| 107553 -     | 2001 DU78                | 22 febbraio 2001 | Spacewatch             |
| 107554 -     | 2001 DY78                | 16 febbraio 2001 | LINEAR                 |
| 107555 -     | 2001 DH80                | 19 febbraio 2001 | P. Pravec, P. Kušnirák |
| 107556 -     | 2001 DF81                | 26 febbraio 2001 | T. Kobayashi           |
| 107557 -     | 2001 DT81                | 21 febbraio 2001 | Spacewatch             |
| 107558 -     | 2001 DK85                | 23 febbraio 2001 | Deep Lens Survey       |
| 107559 -     | 2001 DK86                | 22 febbraio 2001 | Tenagra II             |
| 107560 -     | 2001 DM86                | 22 febbraio 2001 | Tenagra II             |
| 107561 Quinn | 2001 DW86                | 28 febbraio 2001 | R. Dyvig               |
| 107562 -     | 2001 DV87                | 16 febbraio 2001 | LINEAR                 |
| 107563 -     | 2001 DZ87                | 16 febbraio 2001 | LINEAR                 |
| 107564 -     | 2001 DZ88                | 27 febbraio 2001 | Spacewatch             |
| 107565 -     | 2001 DG89                | 27 febbraio 2001 | Spacewatch             |
| 107566 -     | 2001 DH89                | 27 febbraio 2001 | Spacewatch             |
| 107567 -     | 2001 DK89                | 27 febbraio 2001 | Kleť                   |
| 107568 -     | 2001 DR89                | 22 febbraio 2001 | LINEAR                 |
| 107569 -     | 2001 DD90                | 22 febbraio 2001 | LINEAR                 |
| 107570 -     | 2001 DE90                | 22 febbraio 2001 | LINEAR                 |
| 107571 -     | 2001 DM90                | 22 febbraio 2001 | LINEAR                 |
| 107572 -     | 2001 DB91                | 20 febbraio 2001 | LINEAR                 |
| 107573 -     | 2001 DM92                | 19 febbraio 2001 | LONEOS                 |
| 107574 -     | 2001 DS92                | 19 febbraio 2001 | LONEOS                 |
| 107575 -     | 2001 DG94                | 19 febbraio 2001 | LINEAR                 |
| 107576 -     | 2001 DM94                | 19 febbraio 2001 | LINEAR                 |
| 107577 -     | 2001 DS95                | 17 febbraio 2001 | LINEAR                 |
| 107578 -     | 2001 DB96                | 17 febbraio 2001 | LINEAR                 |
| 107579 -     | 2001 DF96                | 17 febbraio 2001 | LINEAR                 |
| 107580 -     | 2001 DN96                | 17 febbraio 2001 | LINEAR                 |
| 107581 -     | 2001 DA97                | 17 febbraio 2001 | LINEAR                 |
| 107582 -     | 2001 DP97                | 17 febbraio 2001 | LINEAR                 |
| 107583 -     | 2001 DZ97                | 17 febbraio 2001 | LINEAR                 |
| 107584 -     | 2001 DR98                | 17 febbraio 2001 | LINEAR                 |
| 107585 -     | 2001 DM99                | 17 febbraio 2001 | LINEAR                 |
| 107586 -     | 2001 DW100               | 16 febbraio 2001 | LINEAR                 |
| 107587 -     | 2001 DA101               | 16 febbraio 2001 | Spacewatch             |
| 107588 -     | 2001 DU101               | 16 febbraio 2001 | LINEAR                 |
| 107589 -     | 2001 DW101               | 16 febbraio 2001 | LINEAR                 |
| 107590 -     | 2001 DX101               | 16 febbraio 2001 | LINEAR                 |
| 107591 -     | 2001 DA102               | 16 febbraio 2001 | LINEAR                 |
| 107592 -     | 2001 DB102               | 16 febbraio 2001 | LINEAR                 |
| 107593 -     | 2001 DG102               | 16 febbraio 2001 | LINEAR                 |
| 107594 -     | 2001 DH102               | 16 febbraio 2001 | LINEAR                 |
| 107595 -     | 2001 DQ102               | 16 febbraio 2001 | LINEAR                 |
| 107596 -     | 2001 DA104               | 16 febbraio 2001 | LONEOS                 |
| 107597 -     | 2001 DL104               | 16 febbraio 2001 | LONEOS                 |
| 107598 -     | 2001 DW104               | 16 febbraio 2001 | LONEOS                 |
| 107599 -     | 2001 DC109               | 19 febbraio 2001 | LINEAR                 |
| 107600 -     | 2001 EO                  | 2 marzo 2001     | W. K. Y. Yeung         |

## 107601-107700
| Nome                 | Designazione provvisoria | Data di scoperta | Scopritore   |
| -------------------- | ------------------------ | ---------------- | ------------ |
| 107601 -             | 2001 EW                  | 2 marzo 2001     | NEAT         |
| 107602 -             | 2001 EN1                 | 1 marzo 2001     | LINEAR       |
| 107603 -             | 2001 EN2                 | 1 marzo 2001     | LINEAR       |
| 107604 -             | 2001 ES2                 | 3 marzo 2001     | LINEAR       |
| 107605 -             | 2001 ET2                 | 3 marzo 2001     | LINEAR       |
| 107606 -             | 2001 EL3                 | 2 marzo 2001     | LONEOS       |
| 107607 -             | 2001 ES3                 | 2 marzo 2001     | LONEOS       |
| 107608 -             | 2001 EW3                 | 2 marzo 2001     | LONEOS       |
| 107609 -             | 2001 EY3                 | 2 marzo 2001     | LONEOS       |
| 107610 -             | 2001 EO4                 | 2 marzo 2001     | LONEOS       |
| 107611 -             | 2001 EP4                 | 2 marzo 2001     | LONEOS       |
| 107612 -             | 2001 EV4                 | 2 marzo 2001     | LONEOS       |
| 107613 -             | 2001 EB5                 | 2 marzo 2001     | LONEOS       |
| 107614 -             | 2001 ED5                 | 2 marzo 2001     | LONEOS       |
| 107615 -             | 2001 EK5                 | 2 marzo 2001     | LONEOS       |
| 107616 -             | 2001 EO6                 | 2 marzo 2001     | LONEOS       |
| 107617 -             | 2001 EW6                 | 2 marzo 2001     | LONEOS       |
| 107618 -             | 2001 EO7                 | 2 marzo 2001     | LONEOS       |
| 107619 -             | 2001 EQ7                 | 2 marzo 2001     | LONEOS       |
| 107620 -             | 2001 EW7                 | 2 marzo 2001     | LONEOS       |
| 107621 -             | 2001 EC8                 | 2 marzo 2001     | LONEOS       |
| 107622 -             | 2001 EJ9                 | 2 marzo 2001     | LONEOS       |
| 107623 -             | 2001 EM9                 | 2 marzo 2001     | LONEOS       |
| 107624 -             | 2001 EN9                 | 2 marzo 2001     | LONEOS       |
| 107625 -             | 2001 EX9                 | 2 marzo 2001     | LONEOS       |
| 107626 -             | 2001 EG10                | 2 marzo 2001     | LONEOS       |
| 107627 -             | 2001 ER10                | 2 marzo 2001     | LONEOS       |
| 107628 -             | 2001 EV10                | 2 marzo 2001     | NEAT         |
| 107629 -             | 2001 EY10                | 2 marzo 2001     | NEAT         |
| 107630 -             | 2001 ET11                | 3 marzo 2001     | LINEAR       |
| 107631 -             | 2001 EU11                | 3 marzo 2001     | LINEAR       |
| 107632 -             | 2001 EX11                | 3 marzo 2001     | LINEAR       |
| 107633 -             | 2001 EA12                | 3 marzo 2001     | LINEAR       |
| 107634 -             | 2001 EG12                | 3 marzo 2001     | LINEAR       |
| 107635 -             | 2001 EL12                | 3 marzo 2001     | LINEAR       |
| 107636 -             | 2001 EL13                | 15 marzo 2001    | Spacewatch   |
| 107637 -             | 2001 EO13                | 15 marzo 2001    | Spacewatch   |
| 107638 Wendyfreedman | 2001 EU13                | 15 marzo 2001    | Junk Bond    |
| 107639 -             | 2001 EV13                | 13 marzo 2001    | LINEAR       |
| 107640 -             | 2001 EQ15                | 14 marzo 2001    | LINEAR       |
| 107641 -             | 2001 ER16                | 15 marzo 2001    | NEAT         |
| 107642 -             | 2001 EZ16                | 3 marzo 2001     | LINEAR       |
| 107643 -             | 2001 EY17                | 15 marzo 2001    | T. Kobayashi |
| 107644 -             | 2001 EG18                | 15 marzo 2001    | Spacewatch   |
| 107645 -             | 2001 EZ18                | 14 marzo 2001    | NEAT         |
| 107646 -             | 2001 EG20                | 15 marzo 2001    | LONEOS       |
| 107647 -             | 2001 EQ20                | 15 marzo 2001    | LONEOS       |
| 107648 -             | 2001 ER20                | 15 marzo 2001    | LONEOS       |
| 107649 -             | 2001 ET20                | 15 marzo 2001    | LONEOS       |
| 107650 -             | 2001 ER21                | 15 marzo 2001    | LONEOS       |
| 107651 -             | 2001 EW21                | 15 marzo 2001    | LONEOS       |
| 107652 -             | 2001 EP23                | 15 marzo 2001    | NEAT         |
| 107653 -             | 2001 EA24                | 15 marzo 2001    | Spacewatch   |
| 107654 -             | 2001 EE24                | 15 marzo 2001    | NEAT         |
| 107655 -             | 2001 EF24                | 15 marzo 2001    | NEAT         |
| 107656 -             | 2001 EC25                | 15 marzo 2001    | Spacewatch   |
| 107657 -             | 2001 EN25                | 15 marzo 2001    | LINEAR       |
| 107658 -             | 2001 EF27                | 15 marzo 2001    | LONEOS       |
| 107659 -             | 2001 EK27                | 4 marzo 2001     | LINEAR       |
| 107660 -             | 2001 FH                  | 16 marzo 2001    | NEAT         |
| 107661 -             | 2001 FC2                 | 16 marzo 2001    | LINEAR       |
| 107662 -             | 2001 FG2                 | 17 marzo 2001    | LINEAR       |
| 107663 -             | 2001 FK2                 | 18 marzo 2001    | LINEAR       |
| 107664 -             | 2001 FO2                 | 18 marzo 2001    | LINEAR       |
| 107665 -             | 2001 FK3                 | 18 marzo 2001    | LINEAR       |
| 107666 -             | 2001 FN3                 | 18 marzo 2001    | LINEAR       |
| 107667 -             | 2001 FW3                 | 18 marzo 2001    | LINEAR       |
| 107668 -             | 2001 FY4                 | 18 marzo 2001    | LINEAR       |
| 107669 -             | 2001 FC5                 | 18 marzo 2001    | LINEAR       |
| 107670 -             | 2001 FE5                 | 18 marzo 2001    | LINEAR       |
| 107671 -             | 2001 FW5                 | 18 marzo 2001    | LINEAR       |
| 107672 -             | 2001 FE6                 | 19 marzo 2001    | LINEAR       |
| 107673 -             | 2001 FV6                 | 19 marzo 2001    | LINEAR       |
| 107674 -             | 2001 FU8                 | 19 marzo 2001    | LINEAR       |
| 107675 -             | 2001 FA9                 | 20 marzo 2001    | NEAT         |
| 107676 -             | 2001 FD10                | 17 marzo 2001    | S. Sposetti  |
| 107677 -             | 2001 FN10                | 19 marzo 2001    | LONEOS       |
| 107678 -             | 2001 FO10                | 19 marzo 2001    | LONEOS       |
| 107679 -             | 2001 FQ10                | 19 marzo 2001    | LONEOS       |
| 107680 -             | 2001 FS10                | 19 marzo 2001    | LONEOS       |
| 107681 -             | 2001 FO11                | 19 marzo 2001    | LONEOS       |
| 107682 -             | 2001 FB12                | 19 marzo 2001    | LONEOS       |
| 107683 -             | 2001 FD12                | 19 marzo 2001    | LONEOS       |
| 107684 -             | 2001 FF12                | 19 marzo 2001    | LONEOS       |
| 107685 -             | 2001 FJ12                | 19 marzo 2001    | LONEOS       |
| 107686 -             | 2001 FN12                | 19 marzo 2001    | LONEOS       |
| 107687 -             | 2001 FZ12                | 19 marzo 2001    | LONEOS       |
| 107688 -             | 2001 FB13                | 19 marzo 2001    | LONEOS       |
| 107689 -             | 2001 FE13                | 19 marzo 2001    | LONEOS       |
| 107690 -             | 2001 FB14                | 19 marzo 2001    | LONEOS       |
| 107691 -             | 2001 FE14                | 19 marzo 2001    | LONEOS       |
| 107692 -             | 2001 FA15                | 19 marzo 2001    | LONEOS       |
| 107693 -             | 2001 FE15                | 19 marzo 2001    | LONEOS       |
| 107694 -             | 2001 FO15                | 19 marzo 2001    | LONEOS       |
| 107695 -             | 2001 FP15                | 19 marzo 2001    | LONEOS       |
| 107696 -             | 2001 FZ15                | 19 marzo 2001    | LONEOS       |
| 107697 -             | 2001 FL16                | 19 marzo 2001    | LONEOS       |
| 107698 -             | 2001 FS16                | 19 marzo 2001    | LONEOS       |
| 107699 -             | 2001 FC17                | 19 marzo 2001    | LONEOS       |
| 107700 -             | 2001 FQ17                | 19 marzo 2001    | LONEOS       |

## 107701-107800
| Nome     | Designazione provvisoria | Data di scoperta | Scopritore |
| -------- | ------------------------ | ---------------- | ---------- |
| 107701 - | 2001 FS17                | 19 marzo 2001    | LONEOS     |
| 107702 - | 2001 FX17                | 19 marzo 2001    | LONEOS     |
| 107703 - | 2001 FE18                | 19 marzo 2001    | LONEOS     |
| 107704 - | 2001 FL18                | 19 marzo 2001    | LONEOS     |
| 107705 - | 2001 FP18                | 19 marzo 2001    | LONEOS     |
| 107706 - | 2001 FS18                | 19 marzo 2001    | LONEOS     |
| 107707 - | 2001 FV18                | 19 marzo 2001    | LONEOS     |
| 107708 - | 2001 FD19                | 19 marzo 2001    | LONEOS     |
| 107709 - | 2001 FN19                | 19 marzo 2001    | LONEOS     |
| 107710 - | 2001 FQ19                | 19 marzo 2001    | LONEOS     |
| 107711 - | 2001 FC20                | 19 marzo 2001    | LONEOS     |
| 107712 - | 2001 FF20                | 19 marzo 2001    | LONEOS     |
| 107713 - | 2001 FS20                | 19 marzo 2001    | LONEOS     |
| 107714 - | 2001 FZ21                | 21 marzo 2001    | LONEOS     |
| 107715 - | 2001 FH22                | 21 marzo 2001    | LONEOS     |
| 107716 - | 2001 FJ22                | 21 marzo 2001    | LONEOS     |
| 107717 - | 2001 FV22                | 21 marzo 2001    | LONEOS     |
| 107718 - | 2001 FF23                | 21 marzo 2001    | LONEOS     |
| 107719 - | 2001 FP23                | 21 marzo 2001    | LONEOS     |
| 107720 - | 2001 FR23                | 21 marzo 2001    | LONEOS     |
| 107721 - | 2001 FT23                | 21 marzo 2001    | LONEOS     |
| 107722 - | 2001 FJ24                | 17 marzo 2001    | LINEAR     |
| 107723 - | 2001 FV24                | 17 marzo 2001    | LINEAR     |
| 107724 - | 2001 FO25                | 18 marzo 2001    | LINEAR     |
| 107725 - | 2001 FR25                | 18 marzo 2001    | LINEAR     |
| 107726 - | 2001 FZ26                | 18 marzo 2001    | LINEAR     |
| 107727 - | 2001 FF27                | 18 marzo 2001    | LINEAR     |
| 107728 - | 2001 FG27                | 18 marzo 2001    | LINEAR     |
| 107729 - | 2001 FT27                | 18 marzo 2001    | LINEAR     |
| 107730 - | 2001 FC28                | 19 marzo 2001    | LINEAR     |
| 107731 - | 2001 FH28                | 19 marzo 2001    | LINEAR     |
| 107732 - | 2001 FK28                | 19 marzo 2001    | LINEAR     |
| 107733 - | 2001 FO28                | 19 marzo 2001    | LINEAR     |
| 107734 - | 2001 FO29                | 18 marzo 2001    | NEAT       |
| 107735 - | 2001 FA30                | 20 marzo 2001    | NEAT       |
| 107736 - | 2001 FY30                | 21 marzo 2001    | NEAT       |
| 107737 - | 2001 FA31                | 21 marzo 2001    | NEAT       |
| 107738 - | 2001 FC31                | 21 marzo 2001    | NEAT       |
| 107739 - | 2001 FT31                | 22 marzo 2001    | Spacewatch |
| 107740 - | 2001 FN32                | 22 marzo 2001    | Spacewatch |
| 107741 - | 2001 FS32                | 18 marzo 2001    | LINEAR     |
| 107742 - | 2001 FH33                | 17 marzo 2001    | LINEAR     |
| 107743 - | 2001 FN33                | 18 marzo 2001    | LINEAR     |
| 107744 - | 2001 FS33                | 18 marzo 2001    | LINEAR     |
| 107745 - | 2001 FA35                | 18 marzo 2001    | LINEAR     |
| 107746 - | 2001 FE35                | 18 marzo 2001    | LINEAR     |
| 107747 - | 2001 FO35                | 18 marzo 2001    | LINEAR     |
| 107748 - | 2001 FQ35                | 18 marzo 2001    | LINEAR     |
| 107749 - | 2001 FS35                | 18 marzo 2001    | LINEAR     |
| 107750 - | 2001 FY35                | 18 marzo 2001    | LINEAR     |
| 107751 - | 2001 FH36                | 18 marzo 2001    | LINEAR     |
| 107752 - | 2001 FS36                | 18 marzo 2001    | LINEAR     |
| 107753 - | 2001 FW36                | 18 marzo 2001    | LINEAR     |
| 107754 - | 2001 FZ36                | 18 marzo 2001    | LINEAR     |
| 107755 - | 2001 FA37                | 18 marzo 2001    | LINEAR     |
| 107756 - | 2001 FE37                | 18 marzo 2001    | LINEAR     |
| 107757 - | 2001 FK37                | 18 marzo 2001    | LINEAR     |
| 107758 - | 2001 FM37                | 18 marzo 2001    | LINEAR     |
| 107759 - | 2001 FF38                | 18 marzo 2001    | LINEAR     |
| 107760 - | 2001 FG38                | 18 marzo 2001    | LINEAR     |
| 107761 - | 2001 FS38                | 18 marzo 2001    | LINEAR     |
| 107762 - | 2001 FY39                | 18 marzo 2001    | LINEAR     |
| 107763 - | 2001 FK40                | 18 marzo 2001    | LINEAR     |
| 107764 - | 2001 FN40                | 18 marzo 2001    | LINEAR     |
| 107765 - | 2001 FP40                | 18 marzo 2001    | LINEAR     |
| 107766 - | 2001 FS40                | 18 marzo 2001    | LINEAR     |
| 107767 - | 2001 FW40                | 18 marzo 2001    | LINEAR     |
| 107768 - | 2001 FN41                | 18 marzo 2001    | LINEAR     |
| 107769 - | 2001 FW41                | 18 marzo 2001    | LINEAR     |
| 107770 - | 2001 FY41                | 18 marzo 2001    | LINEAR     |
| 107771 - | 2001 FA42                | 18 marzo 2001    | LINEAR     |
| 107772 - | 2001 FW43                | 18 marzo 2001    | LINEAR     |
| 107773 - | 2001 FL44                | 18 marzo 2001    | LINEAR     |
| 107774 - | 2001 FJ46                | 18 marzo 2001    | LINEAR     |
| 107775 - | 2001 FH47                | 18 marzo 2001    | LINEAR     |
| 107776 - | 2001 FN47                | 18 marzo 2001    | LINEAR     |
| 107777 - | 2001 FO47                | 18 marzo 2001    | LINEAR     |
| 107778 - | 2001 FD48                | 18 marzo 2001    | LINEAR     |
| 107779 - | 2001 FG48                | 18 marzo 2001    | LINEAR     |
| 107780 - | 2001 FW48                | 18 marzo 2001    | LINEAR     |
| 107781 - | 2001 FO49                | 18 marzo 2001    | LINEAR     |
| 107782 - | 2001 FX49                | 18 marzo 2001    | LINEAR     |
| 107783 - | 2001 FR50                | 18 marzo 2001    | LINEAR     |
| 107784 - | 2001 FA51                | 18 marzo 2001    | LINEAR     |
| 107785 - | 2001 FN51                | 18 marzo 2001    | LINEAR     |
| 107786 - | 2001 FV51                | 18 marzo 2001    | LINEAR     |
| 107787 - | 2001 FE52                | 18 marzo 2001    | LINEAR     |
| 107788 - | 2001 FG52                | 18 marzo 2001    | LINEAR     |
| 107789 - | 2001 FM52                | 18 marzo 2001    | LINEAR     |
| 107790 - | 2001 FR52                | 18 marzo 2001    | LINEAR     |
| 107791 - | 2001 FU52                | 18 marzo 2001    | LINEAR     |
| 107792 - | 2001 FN53                | 18 marzo 2001    | LINEAR     |
| 107793 - | 2001 FG54                | 18 marzo 2001    | LINEAR     |
| 107794 - | 2001 FK54                | 18 marzo 2001    | LINEAR     |
| 107795 - | 2001 FN54                | 18 marzo 2001    | LINEAR     |
| 107796 - | 2001 FQ54                | 18 marzo 2001    | LINEAR     |
| 107797 - | 2001 FF55                | 21 marzo 2001    | LINEAR     |
| 107798 - | 2001 FJ56                | 23 marzo 2001    | LINEAR     |
| 107799 - | 2001 FK56                | 23 marzo 2001    | LINEAR     |
| 107800 - | 2001 FA57                | 23 marzo 2001    | LONEOS     |

## 107801-107900
| Nome         | Designazione provvisoria | Data di scoperta | Scopritore       |
| ------------ | ------------------------ | ---------------- | ---------------- |
| 107801 -     | 2001 FF58                | 18 marzo 2001    | LINEAR           |
| 107802 -     | 2001 FT58                | 24 marzo 2001    | NEAT             |
| 107803 -     | 2001 FU58                | 26 marzo 2001    | D. T. Durig      |
| 107804 -     | 2001 FV58                | 26 marzo 2001    | Spacewatch       |
| 107805 Saibi | 2001 FY58                | 21 marzo 2001    | A. Nakamura      |
| 107806 -     | 2001 FZ58                | 26 marzo 2001    | E. E. Sheridan   |
| 107807 -     | 2001 FG59                | 19 marzo 2001    | LINEAR           |
| 107808 -     | 2001 FH59                | 19 marzo 2001    | LINEAR           |
| 107809 -     | 2001 FL59                | 19 marzo 2001    | LINEAR           |
| 107810 -     | 2001 FN59                | 19 marzo 2001    | LINEAR           |
| 107811 -     | 2001 FO59                | 19 marzo 2001    | LINEAR           |
| 107812 -     | 2001 FR59                | 19 marzo 2001    | LINEAR           |
| 107813 -     | 2001 FS59                | 19 marzo 2001    | LINEAR           |
| 107814 -     | 2001 FQ60                | 19 marzo 2001    | LINEAR           |
| 107815 -     | 2001 FR60                | 19 marzo 2001    | LINEAR           |
| 107816 -     | 2001 FW60                | 19 marzo 2001    | LINEAR           |
| 107817 -     | 2001 FO61                | 19 marzo 2001    | LINEAR           |
| 107818 -     | 2001 FX61                | 19 marzo 2001    | LINEAR           |
| 107819 -     | 2001 FM62                | 19 marzo 2001    | LINEAR           |
| 107820 -     | 2001 FX62                | 19 marzo 2001    | LINEAR           |
| 107821 -     | 2001 FK63                | 19 marzo 2001    | LINEAR           |
| 107822 -     | 2001 FS63                | 19 marzo 2001    | LINEAR           |
| 107823 -     | 2001 FA64                | 19 marzo 2001    | LINEAR           |
| 107824 -     | 2001 FB64                | 19 marzo 2001    | LINEAR           |
| 107825 -     | 2001 FN64                | 19 marzo 2001    | LINEAR           |
| 107826 -     | 2001 FM65                | 19 marzo 2001    | LINEAR           |
| 107827 -     | 2001 FS65                | 19 marzo 2001    | LINEAR           |
| 107828 -     | 2001 FS67                | 19 marzo 2001    | LINEAR           |
| 107829 -     | 2001 FZ67                | 19 marzo 2001    | LINEAR           |
| 107830 -     | 2001 FY69                | 19 marzo 2001    | LINEAR           |
| 107831 -     | 2001 FB70                | 19 marzo 2001    | LINEAR           |
| 107832 -     | 2001 FE70                | 19 marzo 2001    | LINEAR           |
| 107833 -     | 2001 FN70                | 19 marzo 2001    | LINEAR           |
| 107834 -     | 2001 FT70                | 19 marzo 2001    | LINEAR           |
| 107835 -     | 2001 FQ71                | 19 marzo 2001    | LINEAR           |
| 107836 -     | 2001 FC72                | 19 marzo 2001    | LINEAR           |
| 107837 -     | 2001 FD72                | 19 marzo 2001    | LINEAR           |
| 107838 -     | 2001 FJ72                | 19 marzo 2001    | LINEAR           |
| 107839 -     | 2001 FL72                | 19 marzo 2001    | LINEAR           |
| 107840 -     | 2001 FA73                | 19 marzo 2001    | LINEAR           |
| 107841 -     | 2001 FF73                | 19 marzo 2001    | LINEAR           |
| 107842 -     | 2001 FQ73                | 19 marzo 2001    | LINEAR           |
| 107843 -     | 2001 FA74                | 19 marzo 2001    | LINEAR           |
| 107844 -     | 2001 FE74                | 19 marzo 2001    | LINEAR           |
| 107845 -     | 2001 FL75                | 19 marzo 2001    | LINEAR           |
| 107846 -     | 2001 FR75                | 19 marzo 2001    | LINEAR           |
| 107847 -     | 2001 FU75                | 19 marzo 2001    | LINEAR           |
| 107848 -     | 2001 FE76                | 19 marzo 2001    | LINEAR           |
| 107849 -     | 2001 FV76                | 19 marzo 2001    | LINEAR           |
| 107850 -     | 2001 FA77                | 19 marzo 2001    | LINEAR           |
| 107851 -     | 2001 FF77                | 19 marzo 2001    | LINEAR           |
| 107852 -     | 2001 FP77                | 19 marzo 2001    | LINEAR           |
| 107853 -     | 2001 FT77                | 19 marzo 2001    | LINEAR           |
| 107854 -     | 2001 FV77                | 19 marzo 2001    | LINEAR           |
| 107855 -     | 2001 FU78                | 19 marzo 2001    | LINEAR           |
| 107856 -     | 2001 FW78                | 19 marzo 2001    | LINEAR           |
| 107857 -     | 2001 FY78                | 19 marzo 2001    | LINEAR           |
| 107858 -     | 2001 FB79                | 19 marzo 2001    | LINEAR           |
| 107859 -     | 2001 FC79                | 19 marzo 2001    | LINEAR           |
| 107860 -     | 2001 FH80                | 21 marzo 2001    | LINEAR           |
| 107861 -     | 2001 FN80                | 21 marzo 2001    | LINEAR           |
| 107862 -     | 2001 FP80                | 21 marzo 2001    | LINEAR           |
| 107863 -     | 2001 FQ80                | 21 marzo 2001    | LINEAR           |
| 107864 -     | 2001 FT80                | 21 marzo 2001    | LINEAR           |
| 107865 -     | 2001 FO82                | 23 marzo 2001    | LINEAR           |
| 107866 -     | 2001 FE84                | 26 marzo 2001    | Spacewatch       |
| 107867 -     | 2001 FH85                | 26 marzo 2001    | Spacewatch       |
| 107868 -     | 2001 FT85                | 26 marzo 2001    | Deep Lens Survey |
| 107869 -     | 2001 FM86                | 27 marzo 2001    | W. K. Y. Yeung   |
| 107870 -     | 2001 FY86                | 21 marzo 2001    | LONEOS           |
| 107871 -     | 2001 FB87                | 21 marzo 2001    | LONEOS           |
| 107872 -     | 2001 FL87                | 21 marzo 2001    | LONEOS           |
| 107873 -     | 2001 FV87                | 21 marzo 2001    | LONEOS           |
| 107874 -     | 2001 FD88                | 21 marzo 2001    | LONEOS           |
| 107875 -     | 2001 FF88                | 27 marzo 2001    | LONEOS           |
| 107876 -     | 2001 FV88                | 26 marzo 2001    | Spacewatch       |
| 107877 -     | 2001 FZ88                | 27 marzo 2001    | Spacewatch       |
| 107878 -     | 2001 FG89                | 27 marzo 2001    | Spacewatch       |
| 107879 -     | 2001 FP89                | 27 marzo 2001    | Spacewatch       |
| 107880 -     | 2001 FT89                | 27 marzo 2001    | Spacewatch       |
| 107881 -     | 2001 FS90                | 26 marzo 2001    | LINEAR           |
| 107882 -     | 2001 FA91                | 26 marzo 2001    | LINEAR           |
| 107883 -     | 2001 FJ91                | 27 marzo 2001    | NEAT             |
| 107884 -     | 2001 FK91                | 27 marzo 2001    | NEAT             |
| 107885 -     | 2001 FY91                | 16 marzo 2001    | LINEAR           |
| 107886 -     | 2001 FC92                | 16 marzo 2001    | LINEAR           |
| 107887 -     | 2001 FL92                | 16 marzo 2001    | LINEAR           |
| 107888 -     | 2001 FY92                | 16 marzo 2001    | LINEAR           |
| 107889 -     | 2001 FA93                | 16 marzo 2001    | LINEAR           |
| 107890 -     | 2001 FC93                | 16 marzo 2001    | LINEAR           |
| 107891 -     | 2001 FO93                | 16 marzo 2001    | LINEAR           |
| 107892 -     | 2001 FS93                | 16 marzo 2001    | LINEAR           |
| 107893 -     | 2001 FU93                | 16 marzo 2001    | LINEAR           |
| 107894 -     | 2001 FG94                | 16 marzo 2001    | LINEAR           |
| 107895 -     | 2001 FR94                | 16 marzo 2001    | LINEAR           |
| 107896 -     | 2001 FT94                | 16 marzo 2001    | LINEAR           |
| 107897 -     | 2001 FC95                | 16 marzo 2001    | LINEAR           |
| 107898 -     | 2001 FL95                | 16 marzo 2001    | LINEAR           |
| 107899 -     | 2001 FR95                | 16 marzo 2001    | LINEAR           |
| 107900 -     | 2001 FT95                | 16 marzo 2001    | LINEAR           |

## 107901-108000
| Nome     | Designazione provvisoria | Data di scoperta | Scopritore     |
| -------- | ------------------------ | ---------------- | -------------- |
| 107901 - | 2001 FY95                | 16 marzo 2001    | LINEAR         |
| 107902 - | 2001 FB96                | 16 marzo 2001    | LINEAR         |
| 107903 - | 2001 FV96                | 16 marzo 2001    | LINEAR         |
| 107904 - | 2001 FJ97                | 16 marzo 2001    | LINEAR         |
| 107905 - | 2001 FU97                | 16 marzo 2001    | LINEAR         |
| 107906 - | 2001 FY97                | 16 marzo 2001    | LINEAR         |
| 107907 - | 2001 FZ97                | 16 marzo 2001    | LINEAR         |
| 107908 - | 2001 FH99                | 16 marzo 2001    | LINEAR         |
| 107909 - | 2001 FM99                | 16 marzo 2001    | LINEAR         |
| 107910 - | 2001 FT99                | 16 marzo 2001    | LINEAR         |
| 107911 - | 2001 FC100               | 16 marzo 2001    | NEAT           |
| 107912 - | 2001 FD100               | 16 marzo 2001    | Spacewatch     |
| 107913 - | 2001 FH100               | 17 marzo 2001    | LINEAR         |
| 107914 - | 2001 FU100               | 17 marzo 2001    | Spacewatch     |
| 107915 - | 2001 FZ100               | 17 marzo 2001    | LINEAR         |
| 107916 - | 2001 FA101               | 17 marzo 2001    | LINEAR         |
| 107917 - | 2001 FE101               | 17 marzo 2001    | LINEAR         |
| 107918 - | 2001 FM101               | 17 marzo 2001    | LINEAR         |
| 107919 - | 2001 FJ102               | 17 marzo 2001    | LINEAR         |
| 107920 - | 2001 FW102               | 18 marzo 2001    | LINEAR         |
| 107921 - | 2001 FZ102               | 18 marzo 2001    | LINEAR         |
| 107922 - | 2001 FB103               | 18 marzo 2001    | LINEAR         |
| 107923 - | 2001 FN103               | 18 marzo 2001    | LINEAR         |
| 107924 - | 2001 FO103               | 18 marzo 2001    | LINEAR         |
| 107925 - | 2001 FQ103               | 18 marzo 2001    | LINEAR         |
| 107926 - | 2001 FT103               | 18 marzo 2001    | LINEAR         |
| 107927 - | 2001 FE104               | 18 marzo 2001    | LINEAR         |
| 107928 - | 2001 FM105               | 18 marzo 2001    | LINEAR         |
| 107929 - | 2001 FV106               | 18 marzo 2001    | LONEOS         |
| 107930 - | 2001 FU108               | 18 marzo 2001    | LINEAR         |
| 107931 - | 2001 FV108               | 18 marzo 2001    | LINEAR         |
| 107932 - | 2001 FZ108               | 18 marzo 2001    | LINEAR         |
| 107933 - | 2001 FB110               | 18 marzo 2001    | LINEAR         |
| 107934 - | 2001 FK110               | 18 marzo 2001    | LINEAR         |
| 107935 - | 2001 FV111               | 18 marzo 2001    | LINEAR         |
| 107936 - | 2001 FA113               | 18 marzo 2001    | Spacewatch     |
| 107937 - | 2001 FN113               | 19 marzo 2001    | LINEAR         |
| 107938 - | 2001 FQ113               | 19 marzo 2001    | LONEOS         |
| 107939 - | 2001 FV113               | 19 marzo 2001    | LONEOS         |
| 107940 - | 2001 FE114               | 19 marzo 2001    | LONEOS         |
| 107941 - | 2001 FY114               | 19 marzo 2001    | LONEOS         |
| 107942 - | 2001 FB115               | 19 marzo 2001    | LONEOS         |
| 107943 - | 2001 FO115               | 19 marzo 2001    | LINEAR         |
| 107944 - | 2001 FU115               | 19 marzo 2001    | LONEOS         |
| 107945 - | 2001 FX117               | 19 marzo 2001    | Spacewatch     |
| 107946 - | 2001 FY117               | 19 marzo 2001    | Spacewatch     |
| 107947 - | 2001 FA118               | 19 marzo 2001    | LINEAR         |
| 107948 - | 2001 FC118               | 19 marzo 2001    | LINEAR         |
| 107949 - | 2001 FJ118               | 20 marzo 2001    | NEAT           |
| 107950 - | 2001 FA120               | 28 marzo 2001    | Spacewatch     |
| 107951 - | 2001 FP120               | 26 marzo 2001    | LINEAR         |
| 107952 - | 2001 FS120               | 26 marzo 2001    | LINEAR         |
| 107953 - | 2001 FV120               | 26 marzo 2001    | LINEAR         |
| 107954 - | 2001 FX120               | 26 marzo 2001    | LINEAR         |
| 107955 - | 2001 FY120               | 26 marzo 2001    | LINEAR         |
| 107956 - | 2001 FF122               | 23 marzo 2001    | LONEOS         |
| 107957 - | 2001 FL122               | 23 marzo 2001    | LONEOS         |
| 107958 - | 2001 FM122               | 23 marzo 2001    | LONEOS         |
| 107959 - | 2001 FT122               | 23 marzo 2001    | LONEOS         |
| 107960 - | 2001 FV122               | 23 marzo 2001    | LONEOS         |
| 107961 - | 2001 FZ122               | 23 marzo 2001    | LONEOS         |
| 107962 - | 2001 FK123               | 23 marzo 2001    | LONEOS         |
| 107963 - | 2001 FT123               | 23 marzo 2001    | LONEOS         |
| 107964 - | 2001 FR124               | 29 marzo 2001    | LONEOS         |
| 107965 - | 2001 FT124               | 29 marzo 2001    | LONEOS         |
| 107966 - | 2001 FX124               | 29 marzo 2001    | LONEOS         |
| 107967 - | 2001 FF125               | 29 marzo 2001    | LONEOS         |
| 107968 - | 2001 FK125               | 24 marzo 2001    | Spacewatch     |
| 107969 - | 2001 FM125               | 24 marzo 2001    | Spacewatch     |
| 107970 - | 2001 FS126               | 26 marzo 2001    | LINEAR         |
| 107971 - | 2001 FG127               | 29 marzo 2001    | LINEAR         |
| 107972 - | 2001 FM127               | 24 marzo 2001    | NEAT           |
| 107973 - | 2001 FS128               | 29 marzo 2001    | LINEAR         |
| 107974 - | 2001 FY128               | 26 marzo 2001    | LINEAR         |
| 107975 - | 2001 FD129               | 26 marzo 2001    | LINEAR         |
| 107976 - | 2001 FT129               | 29 marzo 2001    | LINEAR         |
| 107977 - | 2001 FZ129               | 29 marzo 2001    | LINEAR         |
| 107978 - | 2001 FE130               | 29 marzo 2001    | LINEAR         |
| 107979 - | 2001 FR130               | 31 marzo 2001    | W. K. Y. Yeung |
| 107980 - | 2001 FS130               | 20 marzo 2001    | NEAT           |
| 107981 - | 2001 FY130               | 20 marzo 2001    | NEAT           |
| 107982 - | 2001 FG131               | 20 marzo 2001    | NEAT           |
| 107983 - | 2001 FG132               | 20 marzo 2001    | Spacewatch     |
| 107984 - | 2001 FT132               | 20 marzo 2001    | NEAT           |
| 107985 - | 2001 FP133               | 20 marzo 2001    | NEAT           |
| 107986 - | 2001 FR133               | 20 marzo 2001    | NEAT           |
| 107987 - | 2001 FG134               | 20 marzo 2001    | NEAT           |
| 107988 - | 2001 FJ134               | 20 marzo 2001    | NEAT           |
| 107989 - | 2001 FF135               | 21 marzo 2001    | LONEOS         |
| 107990 - | 2001 FJ135               | 21 marzo 2001    | LINEAR         |
| 107991 - | 2001 FK136               | 21 marzo 2001    | LONEOS         |
| 107992 - | 2001 FM136               | 21 marzo 2001    | LONEOS         |
| 107993 - | 2001 FQ136               | 21 marzo 2001    | LONEOS         |
| 107994 - | 2001 FZ136               | 21 marzo 2001    | LONEOS         |
| 107995 - | 2001 FB137               | 21 marzo 2001    | NEAT           |
| 107996 - | 2001 FD137               | 21 marzo 2001    | LONEOS         |
| 107997 - | 2001 FF137               | 21 marzo 2001    | LONEOS         |
| 107998 - | 2001 FM137               | 21 marzo 2001    | NEAT           |
| 107999 - | 2001 FS137               | 21 marzo 2001    | LONEOS         |
| 108000 - | 2001 FW137               | 21 marzo 2001    | LONEOS         |